# Le Martyre de saint Érasme
Le Martyre de saint Érasme est un tableau peint en 1628-1629 par Nicolas Poussin pour la basilique Saint-Pierre de Rome. 

## Historique de l'œuvre
Le tableau est commandé le 5 février 1628 par la fabrique de Saint-Pierre pour orner l'autel consacré à Érasme de Formia, au sein de la basilique Saint-Pierre, plus précisément situé à gauche du transept nord. Il devait être placé à proximité du Martyre de Saint Procès et Saint Martinien de Valentin de Boulogne (1629). La fabrique impose à Poussin de reprendre la composition du tableau qu'il doit remplacer, au détail près que le prêtre païen doit être décalé sur le côté de la composition. Le pape pressent dans un premier temps Pierre de Cortone pour réaliser cette commande. Mais Poussin est  finalement choisi grâce à l'intervention de son protecteur, Cassiano dal Pozzo, le secrétaire du cardinal Francesco Barberini. Ce dernier lui avait commandé La Prise de Jérusalem (musée d'Israël) en 1626 puis La Mort de Germanicus (1628) qui lui a assuré une grande renommée à Rome où il est arrivé quatre ans plus tôt.  

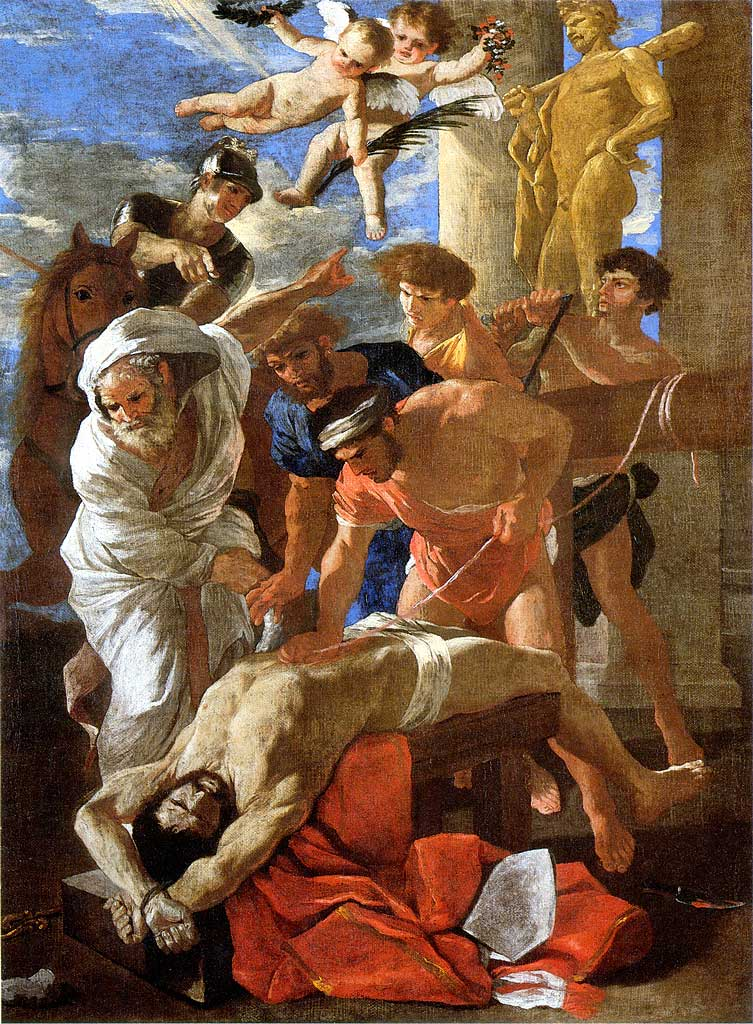
Modello du musée d'Ottawa.

Deux dessins préparatoires sont connus, le premier conservé à la Bibliothèque Ambrosienne de Milan, et le second au cabinet des dessins du musée des Offices de Florence. Poussin réalise ensuite un modello actuellement conservé au musée des beaux-arts du Canada à Ottawa. Le panneau de retable est la seule œuvre que l'on peut voir dans un édifice public dans la ville à l'époque du peintre, c'est aussi le seul retable qu'il signe.
Le tableau est finalement transféré au palais du Quirinal avant 1763. Il est saisi par les troupes françaises en 1797 et expédié au musée du Louvre à Paris où il reste jusqu'en 1817. À cette date, il est rendu au Saint-Siège et conservé aux musées du Vatican.

## Description

### Sujet
Le tableau représente l'un des nombreux supplices subis par Érasme de Formia, évêque d'Antioche, emmené par un ange dans le sud de l'Italie, poursuivi par les persécutions de Maximien Hercule. Le supplice ici représenté n'est pas issu du martyrologe romain mais de la Légende dorée de Jacques de Voragine. L'empereur ordonna de l'attacher à une table et de lui extraire les intestins avec une roue. C'est la dernière torture subie par le saint avant sa mort, selon la légende. L'empereur aurait ordonné au saint de sacrifier aux dieux, et il lui aurait répondu qu'il « refusait de sacrifier aux dieux de pierres auxquels tu ressembles ». Puis une fois emmené dans le temple de Jupiter, la statue se serait effondrée en poussière. La statue ici représentée en haut à droite ne représente pas Jupiter mais Hercule, rappelant le surnom de l'empereur.

### La localisation originelle du tableau
Le tableau était destiné à décorer le retable de l'autel situé à gauche du transept nord. Cet autel possède un décor qui remonte à l'époque du pape Clément VIII (1592-1605), fait de stucs dorés et de marbres polychromes. Il est consacré à saint Érasme de Formia depuis 1605 après le transfert sur place des reliques du saint en provenance de l'ancienne basilique où le culte de ce saint remonte à 1119. Il s'agit d'un autel peu doté pour son culte mais qui fait l'objet d'un culte fervent de la part des fidèles, ce qui explique sans doute son maintien au sein de la nouvelle basilique. L'ancien retable était décoré d'un tableau, connu simplement par une gravure de Jacques Callot. Il a été attribué à un peintre maniériste d'origine polonaise du nom de Thomas Treter, tombé dans l'oubli et daté vers 1575. Cependant, cette attribution et datation est remise en cause. Ce tableau est resté en place dans la nouvelle basilique entre 1605 et 1627 au moins.  

### Analyse
Le tableau, par sa position, était destiné à être vu principalement de biais et Poussin l'a pris en compte dans sa composition. Il l'a structuré selon des obliques partant du bas à gauche et la tête du saint jusque vers le haut à droite, la statue, le long du corps du saint et du bras du prêtre. La représentation n'insiste pas sur l'horreur de la scène, mais sur la résistance stoïque d'Érasme. Le martyr (étymologiquement, le témoin), témoigne du sacrifice du Christ et de la force de sa foi résistante. Poussin est marqué ici par l'empreinte des grands retables vénitiens et par l'art des couleurs de Pierre de Cortone. 